# استپنوی (شهرستان مچتلینسکی، باشقیرستان)
استپنوی (انگلیسی: Stepnoy, Mechetlinsky District, Republic of Bashkortostan) یک شهرک در شهرستان مچتلینسکی استان باشقیرستان کشور روسیه است.